# Stazione di Olcenengo
La stazione di Olcenengo era una fermata ferroviaria della linea Torino-Milano, al servizio dell'omonimo comune.

## Storia
La stazione di Olcenengo venne attivata il 1º luglio 1915.
Il 14 luglio 2016 venne trasformata in fermata.

## Strutture ed impianti
La fermata è dotata soltanto dei 2 binari di corsa della linea ferroviaria, il cui utilizzo è basato sul senso di marcia dei treni, in vigore sulla ferrovia. Sul primo binario circolano i treni in senso di marcia verso Milano e sul secondo quelli verso Torino.
Il fabbricato viaggiatori della stazione si dispone su due piani.